# Canton de Dreux-2
Le canton de Dreux-2 est une circonscription électorale française du département d'Eure-et-Loir créé par le décret du 24 février 2014 et entrée en vigueur lors des élections départementales de 2015.

## Histoire
Un nouveau découpage territorial du département d'Eure-et-Loir entre en vigueur à l'occasion des élections départementales de mars 2015, défini par le décret du 24 février 2014, en application des lois du 17 mai 2013 (loi organique 2013-402 et loi 2013-403). Les conseillers départementaux sont, à compter de ces élections, élus au scrutin majoritaire binominal mixte. Les électeurs de chaque canton élisent au Conseil départemental, nouvelle appellation du Conseil général, deux membres de sexe différent, qui se présentent en binôme de candidats. Les conseillers départementaux sont élus pour 6 ans au scrutin binominal majoritaire à deux tours, l'accès au second tour nécessitant 12,5 % des inscrits au 1er tour. En outre la totalité des conseillers départementaux est renouvelée. Ce nouveau mode de scrutin nécessite un redécoupage des cantons dont le nombre est divisé par deux avec arrondi à l'unité impaire supérieure si ce nombre n'est pas entier impair, assorti de conditions de seuils minimaux. En Eure-et-Loir, le nombre de cantons passe ainsi de 29 à 15.
Le territoire du canton est entièrement inclus dans l'arrondissement de Dreux. Le bureau centralisateur est situé à Dreux.

## Représentation
| Période élective | Période élective | Mandat | Mandat   | Identité              | Nuance | Nuance | Qualité |
| ---------------- | ---------------- | ------ | -------- | --------------------- | ------ | ------ | --- |
| 2015             | 2021             | 2015   | 2021     | Sylvie Honneur        |        | LR     | Assistante de direction Conseillère municipale du Boullay-Mivoye jusqu'en 2020                                                     |
| 2015             | 2021             | 2015   | 2021     | Jacques Lemare        |        | LR     | Agent immobilier à la retraite Conseiller général du canton de Dreux-Ouest (2001-2015) Conseiller municipal de Dreux jusqu'en 2020 |
| 2021             | 2028             | 2021   | en cours | Sylvie Honneur-Bucher |        | LR     | Conseillère sortante |
| 2021             | 2028             | 2021   | en cours | Jacques Lemare        |        | LR     | Conseiller sortant |

### Résultats détaillés

#### Élections de mars 2015
À l'issue du 1er tour des élections départementales de 2015, deux binômes sont en ballottage : Sylvie Honneur et Jacques Lemare (UMP, 32,59 %) et Julien Auer et Emmanuelle Letellier (FN, 27,19 %). Le taux de participation est de 39,15 % (7 167 votants sur 18 308 inscrits) contre 48,57 % au niveau départementalet 50,17 % au niveau national.
Au second tour, Sylvie Honneur et Jacques Lemare (UMP) sont élus avec 67,13 % des suffrages exprimés et un taux de participation de 39,7 % (4 270 voix pour 7 268 votants et 18 308 inscrits).

#### Élections de juin 2021
Le premier tour des élections départementales de 2021 est marqué par un très faible taux de participation (33,26 % au niveau national). Dans le canton de Dreux-2, ce taux de participation est de 26,95 % (5 070 votants sur 18 816 inscrits) contre 32,03 % au niveau départemental. À l'issue de ce premier tour, deux binômes sont en ballottage : Sylvie Honneur-Bucher et Jacques Lemare (LR, 28,21 %) et Michel Maignan et Josette Philippe (DVD, 24,48 %).
Le second tour des élections est marqué une nouvelle fois par une abstention massive équivalente au premier tour. Les taux de participation sont de 34,36 % au niveau national, 32,5 % dans le département et 29,01 % dans le canton de Dreux-2. Sylvie Honneur-Bucher et Jacques Lemare (LR) sont élus avec 50,53 % des suffrages exprimés (2 392 voix pour 5 460 votants et 18 822 inscrits),,.

## Composition
| Nom                           | Code Insee | Intercommunalité                          | Superficie (km2) | Population (dernière pop. légale)                | Densité (hab./km2) | Modifier                                    |
| ----------------------------- | ---------- | ----------------------------------------- | ---------------- | ------------------------------------------------ | ------------------ | ------------------------------------------- |
| Dreux (bureau centralisateur) | 28134      | CA du Pays de Dreux                       | 24,27            | Fraction : 20 592 (2022) Commune : 31 205 (2022) | 1 286              | modifier les données · modifier les données |
| Le Boullay-Mivoye             | 28054      | CA du Pays de Dreux                       | 10,92            | 529 (2022)                                       | 48                 | modifier les données · modifier les données |
| Le Boullay-Thierry            | 28055      | CA du Pays de Dreux                       | 12,87            | 585 (2022)                                       | 45                 | modifier les données · modifier les données |
| Bréchamps                     | 28058      | CC des Portes Euréliennes d'Île-de-France | 5,43             | 365 (2022)                                       | 67                 | modifier les données · modifier les données |
| Charpont                      | 28082      | CA du Pays de Dreux                       | 7,12             | 638 (2022)                                       | 90                 | modifier les données · modifier les données |
| Chaudon                       | 28094      | CC des Portes Euréliennes d'Île-de-France | 11,34            | 1 689 (2022)                                     | 149                | modifier les données · modifier les données |
| Croisilles                    | 28118      | CC des Portes Euréliennes d'Île-de-France | 5,72             | 423 (2022)                                       | 74                 | modifier les données · modifier les données |
| Écluzelles                    | 28136      | CA du Pays de Dreux                       | 3,22             | 159 (2022)                                       | 49                 | modifier les données · modifier les données |
| Luray                         | 28223      | CA du Pays de Dreux                       | 4,46             | 1 570 (2022)                                     | 352                | modifier les données · modifier les données |
| Mézières-en-Drouais           | 28251      | CA du Pays de Dreux                       | 8,40             | 1 057 (2022)                                     | 126                | modifier les données · modifier les données |
| Ormoy                         | 28289      | CA du Pays de Dreux                       | 9,04             | 224 (2022)                                       | 25                 | modifier les données · modifier les données |
| Ouerre                        | 28292      | CA du Pays de Dreux                       | 12,73            | 785 (2022)                                       | 62                 | modifier les données · modifier les données |
| Sainte-Gemme-Moronval         | 28332      | CA du Pays de Dreux                       | 5,46             | 1 158 (2022)                                     | 212                | modifier les données · modifier les données |
| Villemeux-sur-Eure            | 28415      | CA du Pays de Dreux                       | 18,59            | 1 808 (2022)                                     | 97                 | modifier les données · modifier les données |
| Canton de Dreux-2             | 2809       |                                           |                  | 31 582 (2022)                                    |                    | modifier les données                        |

Le canton de Dreux-2 comprend :
1. treize communes entières,
2. la partie de la commune de Dreux non comprise dans le canton de Dreux-1.

## Démographie
En 2022, le canton comptait 31 582 habitants, en évolution de +2,1 % par rapport à 2016 (Eure-et-Loir : −0,23 %, France hors Mayotte : +2,11 %).
| 2013   | 2018   | 2022   |
| ------ | ------ | ------ |
| 30 953 | 30 559 | 31 582 |